# Liste der Bodendenkmale in Bovenau
In der Liste der Bodendenkmale in Bovenau sind die Bodendenkmale der Gemeinde Bovenau nach dem Stand der Bodendenkmalliste des Archäologischen Landesamts Schleswig-Holstein von 2016 aufgelistet. Die Baudenkmale sind in der Liste der Kulturdenkmale in Bovenau aufgeführt.
| Denkmal-ID           | Befundart           | Bezeichnung                   | Zeitstellung                 | Lage | Bemerkungen | Bild |
| -------------------- | ------------------- | ----------------------------- | ---------------------------- | ---- | ----------- | ---- |
| aKD-ALSH-Nr. 003 032 | Grabmal > Grabhügel | Grabhügel                     | Vor- und/oder Frühgeschichte |      |             |      |
| aKD-ALSH-Nr. 003 033 | Befestigung > Burg  | Burg/Motte/Ringwall/Turmhügel | Mittelalter                  |      |             |      |
| aKD-ALSH-Nr. 003 034 | Grabmal > Langbett  | Langbett/Steinreihe           | Neolithikum                  |      |             |      |
| aKD-ALSH-Nr. 003 035 | Grabmal > Grabhügel | Grabhügel                     | Vor- und/oder Frühgeschichte |      |             |      |